# O Último Samurai
The Last Samurai (bra/prt: O Último Samurai) é um filme épico de guerra estadunidense de 2003, dirigido e co-produzido por Edward Zwick, que também co-escreveu o roteiro com John Logan. O filme é estrelado por Tom Cruise, que também co-produziu, assim como Ken Watanabe, Shin Koyamada, Tony Goldwyn, Hiroyuki Sanada, Timothy Spall e Billy Connolly. Inspirado por um projeto de Vincent Ward, que Zwick se interessou, com Ward mais tarde servindo como produtor executivo. A produção do filme foi adiante com Zwick e foi filmado no país nativo de Ward, Nova Zelândia.
Cruise interpreta um oficial norte-americano, cujos conflitos pessoais e emocionais o levam a travar contato com guerreiros samurais, na esteira da Restauração Meiji no Japão do século 19. A trama do filme foi inspirada na Rebelião Satsuma liderada por Saigō Takamori em 1877, e na ocidentalização do Japão por potências coloniais, embora este seja atribuído em grande parte aos Estados Unidos no filme, para o público americano. Em menor grau, também é influenciado pelas histórias de Jules Brunet, um capitão do exército francês que lutou ao lado de Enomoto Takeaki na anterior Guerra Boshin e Frederick Townsend Ward, um mercenário americano que ajudou a ocidentalizar o exército chinês, formando o Ever Victorious Army.
The Last Samurai foi bem recebido em seu lançamento, com uma bilheteria mundial total de $456 milhões. Foi nomeado para vários prêmios, incluindo quatro Oscar, três Globos de Ouro e dois National Board of Review Awards.

## Sinopse
O filme narra a história do Capitão Nathan Algren (Tom Cruise), veterano das guerras indígenas nos Estados Unidos. Posteriormente, Algren é convidado por seu ex-comandante para participar com ele do treinamento do recém criado Exército Imperial Japonês.
Após a volta do Imperador ao poder central no Japão, o governo passou a contratar generais e engenheiros ocidentais para treinar e equipar o seu exército contra os Samurais (Restauração Meiji). Após começar o treinamento dos soldados do Exército Imperial, Algren percebe que não estão prontos para lutar e não podem vencer mesmo com armas de fogo. No entanto seu comandante, o Coronel Bagley, insiste em enviá-los para a batalha.
Durante o combate, vendo o exército ser massacrado pelos samurais, o Coronel Bagley foge da frente de batalha, pois na verdade não tinha o dever de lutar mesmo. Ao contrário de seu comandante, Algren fica e luta bravamente até ser rendido pelo líder dos Samurais, que fica impressionado com a bravura de seu adversário, poupando-lhe assim a vida, mas levando-o como prisioneiro.
Durante sua estadia com os Samurais, Algren acaba aos poucos se apaixonando pela cultura e valores dos guerreiros e enfim passa a apoiá-los contra as Forças Imperiais e a ocidentalização desenfreada do país.

## Elenco
- Ken Watanabe como Moritsugu Katsumoto (baseado em Saigō Takamori)
- Tom Cruise como Capitão Nathan Algren
- Hiroyuki Sanada como Ujio
- Shin Koyamada como Nobutada
- Tony Goldwyn como Coronel Bagley
- Masato Harada como Omura
- Shichinosuke Nakamura como Imperador Meiji
- Timothy Spall como Simon Graham
- Seizo Fukumoto como the Silent Samurai
- Koyuki como Taka
- Billy Connolly como Sargento Zebulon Gant
- Shun Sugata como Nakao
- Sosuke Ikematsu como Higen
- Scott Wilson como Embaixador Swanbeck

## Música
The Last Samurai: Original Motion Picture Score é a trilha sonora para o filme de 2003 de mesmo nome, lançado em 25 de novembro de 2003 pela Warner Sunset Records. Todas as músicas da trilha sonora foram compostas, arranjadas e produzidas por Hans Zimmer, realizada pela Hollywood Studio Symphony, e conduzida por Blake Neely. Ele alcançou a posição número 24 na parada Top da Billboard EUA.
Lista de faixas
| N.º            | Título                     | Duração |  |
| 1.             | "A Way of Life"            | 8:03    |  |
| 2.             | "Spectres in the Fog"      | 4:07    |  |
| 3.             | "Taken"                    | 3:35    |  |
| 4.             | "A Hard Teacher"           | 5:44    |  |
| 5.             | "To Know My Enemy"         | 4:48    |  |
| 6.             | "Idyll's End"              | 6:40    |  |
| 7.             | "Safe Passage"             | 4:56    |  |
| 8.             | "Ronin"                    | 1:53    |  |
| 9.             | "Red Warrior"              | 3:56    |  |
| 10.            | "The Way of the Sword"     | 7:59    |  |
| 11.            | "A Small Measure of Peace" | 7:59    |  |
| 12.            | "The Final Charge"         | 4:39    |  |
| Duração total: | Duração total:             | 59:46   |  |

## Crítica
The Last Samurai tem recepção favorável por parte da crítica profissional. Com a pontuação de 65% em base de 215 críticas, o Rotten Tomatoes chegou ao consenso: "Com altos valores de produção e cenas emocionantes de batalha, The Last Samurai é um épico satisfatório". A pontuação da audiência do site é de 83%. Tomomi Katsuta do Mainichi Shimbun afirmou que o filme foi "uma grande melhoria em relação às tentativas americanas anteriores de retratar o Japão", notando que o diretor Edward Zwick "havia pesquisado a história japonesa, escalado atores japoneses conhecidos e consultado treinadores de diálogo para se certificar de que ele não confundisse as categorias formais e casuais da fala japonesa." Katsuta criticou a forma idealista do filme de como eles retrataram os samurais, dizendo: "nossa imagem do samurai é que eles eram mais corruptos." Como tal, disse ele, o nobre líder samurai Katsumoto "me deu um nó".
Motoko Rich do The New York Times observou que o filme abriu um debate, "particularmente entre asiático-americanos e japoneses," sobre se o filme e outros semelhantes eram "racistas, ingênuos, bem-intencionados, preciso - ou todas as opções."
Em 2014, o filme foi discutido por Keli Goff do The Daily Beast que caracterizou como mais uma narrativa do "salvador branco", um tropo cinematográfico estudado em sociologia, para o qual The Last Samurai foi analizado. David Sirota do site Salon viu que o filme "era mais um apresentando o oficial branco do exército da União como personificando pessoalmente o esforço da Guerra Civil do Norte para libertar as pessoas de cor" e criticou o pôster do filme como "uma mensagem não tão sutil que incentiva o público a perceber (erroneamente) o cara branco - e não um japonês - como o último grande líder da antiga cultura japonesa". O filme também foi acusado de perpetuar o estereótipo do orientalismo, mostrando os japoneses como "excessivamente tradicionalistas" e "exóticos".

## Prêmios
- Recebeu 4 indicações ao Óscar, nas seguintes categorias: Melhor Ator Coadjuvante (Ken Watanabe), Melhor Som, Melhor Direção de Arte e Melhor Figurino.[10]
- Recebeu 3 indicações ao Globo de Ouro, nas seguintes categorias: Melhor Ator - Drama (Tom Cruise), Melhor Ator Coadjuvante (Ken Watanabe) e Melhor Trilha Sonora.
- Recebeu uma indicação ao MTV Movie Awards de Melhor Ator (Tom Cruise).